# Арсеній Олексій Дмитрович
Олексі́й Дми́трович Арсеній — солдат Збройних Сил України, учасник російсько-української війни, що загинув у ході російського вторгнення в Україну в 2022 році.

## Життєпис
Народився 21 квітня 2000 року в селі Маршинці Новоселицького району Чернівецької області.
У 2019—2020-х роках проходив військову строкову службу у відділі прикордонної служби «Смільниця» Державної прикордонної служби України.
Разом зі своїм батьком Дмитром Олексійовичем був засновником фермерського господарства «АДА & ОЛЕКСА».
Загинув у березні 2022 року в ході російського вторгнення в Україну у віці 22 років.
Був похований 15 березня 2022 року в селі Маршинці на Буковині.

## Нагороди
- орден За мужність III ступеня (2022, посмертно) — за особисту мужність і самовіддані дії, виявлені у захисті державного суверенітету та територіальної цілісності України, вірність військовій присязі.